# Селенид свинца(II)
Селени́д свинца́(II) — бинарное неорганическое соединение металла свинца и селена с формулой PbSe, серые кристаллы, не растворимые в воде.

## Получение
- Сплавление свинца и селена:

{\displaystyle {\mathsf {Pb+Se\ {\xrightarrow {T}}\ PbSe}}}
- Пропускание селеноводорода через раствор соли двухвалентного свинца:

{\displaystyle {\mathsf {Pb(NO_{3})_{2}+H_{2}Se\ {\xrightarrow {}}\ PbSe\downarrow +2HNO_{3}}}}
- Встречается в природе как редкий минерал клаусталит.

## Физические свойства
Селенид свинца(II) образует серые кристаллы кубической сингонии (гранецентрированная решётка), пространственная группа F m3m, параметры ячейки a = 0,6126 нм, Z = 4, тип NaCl.
Не растворяется в воде.
Является полупроводником p- или n-типа, в зависимости от состава примесей. Ширина запрещённой зоны при комнатной температуре 0,27...0,31 эВ

## Применение
- Используется как полупроводниковый материал. Один из первых материалов, получивших применение в качестве инфракрасного фотодетектора (1930-е годы). Как и близкий по свойствам теллурид свинца, широко используется в качестве термоэлектрического материала[1].